# Bengt Lindwall
Nils Bengt Olof Lindwall, född 4 maj 1933 i Vetlanda, Jönköpings län, död 20 juli 2014 i Vetlanda, var en svensk präst och barnboksförfattare. Han var känd för sina spektakulära gudstjänster, i vilka han bland annat red in i kyrkan på en åsna och försökte gå på vatten.
Bengt Lindwall var son till kyrkoherde Sven Lindwall och sjunde generationen präst i rakt nedstigande led. Hans farfars farfar var kyrkoherde Adolph Lindvall. Bengt Lindwall arbetade som banktjänsteman, bilförsäljare, socialassistent, skolkamrer och journalist innan han 1966 började studera vid Uppsala universitet. Han prästvigdes 1969 i Kalmar domkyrka och tjänstgjorde sedan i Berga, Högsby församling, Växjö stift. Han blev sedan kyrkoherde i Döderhult varpå han 1983–1988 var kyrkoherde i Överum, alla Kalmar län. 1987 bestämde han sig för att vägra viga aidssjuka och hiv-smittade.
Under tiden i Berga lanserades "paketbröllop" med vigsel, bröllopsmiddag som hustrun stod för och övernattning. Paketbröllopen gjorde succé och inom loppet av ett år nappade 200 på erbjudandet. År 1988 blev han kyrkoherde i Vetlanda och även där väckte han uppmärksamhet, med diverse olika sensationella metoder. En av de mest uppmärksammade tillfällena var när han 1992 gjorde entré till sin gudstjänst ridande på en åsna. Den gången lockade han 850 besökare till kyrkan. Vid ett annat tillfälle cyklade han in i kyrkan och en gång försökte han gå på vatten. Han bad också offentligt för Vetlanda BK:s bandylag.
Den 31 juli 1992 var han värd för Sommar i P1. Vidare var han vigselförrättare i Kär och galen med Lotta Engberg som programledare.
Han skrev manus till ett par Åsa-Nisse-filmer i unga år då han arbetade som journalist. Han har också gett ut tre barnböcker om kyrkmössen "Pip och Tut" som han under åtta år läste i Radio Kalmar. 2009 gav han ut sina memoarer under titeln Bengt Lindwall om ett herrans liv.
Han var från 1966 till sin död gift med journalisten Marita Lindwall (född 1944) och båda parets söner är verksamma inom media, Johan T. Lindwall (född 1971) är journalist medan Sven Lindwall (född 1976) är fotograf.